# Meioneta
Meioneta là một chi nhệnnenchi trong họ Linyphiidae.

## Các loài
Chi này gồm các loài:
- Meioneta adami Millidge, 1991
- Meioneta affinis (Kulczynski, 1898)
- Meioneta affinisoides (Tanasevitch, 1984)
- Meioneta alaskensis Holm, 1960
- Meioneta albinotata Millidge, 1991
- Meioneta alboguttata Jocqué, 1985
- Meioneta albomaculata Baert, 1990
- Meioneta alpica (Tanasevitch, 2000)
- Meioneta amersaxatilis (Saaristo & Koponen, 1998)
- Meioneta angulata (Emerton, 1882)
- Meioneta arida Baert, 1990
- Meioneta atra Millidge, 1991
- Meioneta barrowsi Chamberlin & Ivie, 1944
- Meioneta bermudensis (Strand, 1906)
- Meioneta bialata Tao, Li & Zhu, 1995
- Meioneta birulai (Kulczynski, 1908)
- Meioneta birulaioides (Wunderlich, 1995)
- Meioneta boninensis Saito, 1982
- Meioneta brevipes (Keyserling, 1886)
- Meioneta brevis Millidge, 1991
- Meioneta brusnewi (Kulczynski, 1908)
- Meioneta canariensis (Wunderlich, 1987)
- Meioneta castanea Millidge, 1991
- Meioneta cincta Millidge, 1991
- Meioneta collina Millidge, 1991
- Meioneta curvata Bosmans, 1979
- Meioneta dactylata Chamberlin & Ivie, 1944
- Meioneta dactylis Tao, Li & Zhu, 1995
- Meioneta decorata Chamberlin & Ivie, 1944
- Meioneta decurvis Tao, Li & Zhu, 1995
- Meioneta dentifera Locket, 1968
- Meioneta depigmentata (Wunderlich, 2008)
- Meioneta discolor Millidge, 1991
- Meioneta disjuncta Millidge, 1991
- Meioneta emertoni (Roewer, 1942)
- Meioneta equestris (L. Koch, 1881)
- Meioneta evadens (Chamberlin, 1925)
- Meioneta exigua Russell-Smith, 1992
- Meioneta fabra (Keyserling, 1886)
- Meioneta falcata Li & Zhu, 1995
- Meioneta ferosa (Chamberlin & Ivie, 1943)
- Meioneta fillmorana (Chamberlin, 1919)
- Meioneta flandroyae Jocqué, 1985
- Meioneta flavipes Ono, 1991
- Meioneta floridana (Banks, 1896)
- Meioneta fratrella (Chamberlin, 1919)
- Meioneta frigida Millidge, 1991
- Meioneta fusca Millidge, 1991
- Meioneta fuscipalpa (C. L. Koch, 1836)
- Meioneta fuscipes Chamberlin & Ivie, 1944
- Meioneta gagnei Gertsch, 1973
- Meioneta galapagosensis Baert, 1990
- Meioneta gracilipes Holm, 1968
- Meioneta grayi Barnes, 1953
- Meioneta gulosa (L. Koch, 1869)
- Meioneta habra Locket, 1968
- Meioneta ignorata Saito, 1982
- Meioneta imitata Chamberlin & Ivie, 1944
- Meioneta innotabilis (O. P.-Cambridge, 1863)
- Meioneta insolita Locket & Russell-Smith, 1980
- Meioneta insulana (Tanasevitch, 2000)
- Meioneta jacksoni Braendegaard, 1937
- Meioneta kaszabi Loksa, 1965
- Meioneta kopetdaghensis (Tanasevitch, 1989)
- Meioneta laimonasi (Tanasevitch, 2006)
- Meioneta larva Locket, 1968
- Meioneta lauta Millidge, 1991
- Meioneta leucophora Chamberlin & Ivie, 1944
- Meioneta levii (Tanasevitch, 1984)
- Meioneta levis Locket, 1968
- Meioneta llanoensis (Gertsch & Davis, 1936)
- Meioneta longipes Chamberlin & Ivie, 1944
- Meioneta lophophor (Chamberlin & Ivie, 1933)
- Meioneta luctuosa Millidge, 1991
- Meioneta manni Crawford & Edwards, 1989
- Meioneta maritima (Emerton, 1919)
- Meioneta mediocris Millidge, 1991
- Meioneta mendosa Millidge, 1991
- Meioneta meridionalis (Crosby & Bishop, 1936)
- Meioneta merretti Locket, 1968
- Meioneta mesasiatica (Tanasevitch, 2000)
- Meioneta metropolis Russell-Smith & Jocqué, 1986
- Meioneta micaria (Emerton, 1882)
- Meioneta milleri Thaler et al., 1997
- Meioneta minorata Chamberlin & Ivie, 1944
- Meioneta mollis (O. P.-Cambridge, 1871)
- Meioneta mongolica Loksa, 1965
- Meioneta montana Millidge, 1991
- Meioneta montivaga Millidge, 1991
- Meioneta mossica Schikora, 1993
- Meioneta natalensis Jocqué, 1984
- Meioneta nigra Oi, 1960
- Meioneta nigripes (Simon, 1884)
  - Meioneta nigripes nivicola (Simon, 1929)
- Meioneta obscura Denis, 1950
- Meioneta oculata Millidge, 1991
- Meioneta officiosa (Barrows, 1940)
- Meioneta opaca Millidge, 1991
- Meioneta ordinaria Chamberlin & Ivie, 1947
- Meioneta orites (Thorell, 1875)
- Meioneta palgongsanensis Paik, 1991
- Meioneta palustris Li & Zhu, 1995
- Meioneta parasaxatilis (Marusik, Hippa & Koponen, 1996)
- Meioneta parva (Banks, 1896)
- Meioneta picta Chamberlin & Ivie, 1944
- Meioneta pinta Baert, 1990
- Meioneta plagiata (Banks, 1929)
- Meioneta pogonophora Locket, 1968
- Meioneta prima Millidge, 1991
- Meioneta propinqua Millidge, 1991
- Meioneta propria Millidge, 1991
- Meioneta prosectes Locket, 1968
- Meioneta prosectoides Locket & Russell-Smith, 1980
- Meioneta proxima Millidge, 1991
- Meioneta pseudofuscipalpis (Wunderlich, 1983)
- Meioneta pseudorurestris (Wunderlich, 1980)
- Meioneta pseudosaxatilis (Tanasevitch, 1984)
- Meioneta punctata (Wunderlich, 1995)
- Meioneta regina Chamberlin & Ivie, 1944
- Meioneta resima (L. Koch, 1881)
- Meioneta ressli Wunderlich, 1973
- Meioneta ripariensis (Tanasevitch, 1984)
- Meioneta rufidorsa Denis, 1961
- Meioneta rurestris (C. L. Koch, 1836)
- Meioneta saaristoi (Tanasevitch, 2000)
- Meioneta saxatilis (Blackwall, 1844)
- Meioneta semipallida Chamberlin & Ivie, 1944
- Meioneta serrata (Emerton, 1909)
- Meioneta serratichelis Denis, 1964
- Meioneta serratula (Wunderlich, 1995)
- Meioneta sheffordiana (Dupérré & Paquin, 2007)
- Meioneta silvae Millidge, 1991
- Meioneta similis (Kulczynski, 1926)
- Meioneta simplex (Emerton, 1926)
- Meioneta simplicitarsis (Simon, 1884)
- Meioneta straminicola Millidge, 1991
- Meioneta subnivalis (Tanasevitch, 1989)
- Meioneta tenuipes Ono, 2007
- Meioneta tianschanica (Tanasevitch, 1989)
- Meioneta tibialis (Tanasevitch, 2005)
- Meioneta tincta Jocqué, 1985
- Meioneta transversa (Banks, 1898)
- Meioneta unicornis Tao, Li & Zhu, 1995
- Meioneta unimaculata (Banks, 1892)
- Meioneta usitata Locket, 1968
- Meioneta uta (Chamberlin, 1920)
- Meioneta uzbekistanica (Tanasevitch, 1984)
- Meioneta vera (Wunderlich, 1976)
- Meioneta yakutsaxatilis (Marusik & Koponen, 2002)
- Meioneta zebrina Chamberlin & Ivie, 1944
- Meioneta zygia (Keyserling, 1886)